# レオン・セラフィム
レオン・アンジェロ・セラフィム（Leon Angelo Serafim、1945年5月23日生まれ）は、アメリカ合衆国の言語学者。
日本語および琉球語の研究で知られる。

## 生涯
セラフィムはギリシャのアテネで生まれた。カリフォルニア大学バークレイ校を1968年に卒業し、1976年にハワイ大学の修士の学位を、1984年に諸鈍方言の研究でイェール大学の博士の学位を取得した（サミュエル・マーティンの指導）。
1989年にハワイ大学マノア校の準教授の職についた。2010年に退官して、現在はカリフォルニア州サンタクルーズに住む。
セラフィムはハワイ大学マノア校の初代沖縄研究センター長をつとめた。

## 主な著作
- Shodon: The Prehistory of a Northern Ryukyuan Dialect of Japanese. Yale University. (1984)

博士論文。
- 「When and from Where did the Japonic Language Enter the Ryukyus? —A Critical Comparison of Language, Archaeology, and History 日琉祖語はいつどこから琉球列島に到達したのか—言語・考古学・歴史の比較考察—」『日本語系統論の現在』（pdf）国際日本文化研究センター、2003年、463-476頁。ISBN 9784901558174。
- Sakihara, Mitsugu; Curry, Stewart; Serafim, Leon Angelo (2006). Okinawan-English Wordbook: A Short Lexicon of the Okinawan Language with English Definitions and Japanese Cognates. University of Hawaii Press. ISBN 9780824831028

崎原貢(1927-2001)による那覇方言の辞典の草稿を英語に翻訳して出版したもの。
- Serafim, Leon A (2008). “The uses of Ryukyuan in understanding Japanese language history”. In Frellesvig, Bjarke; Whitman, John. Proto-Japanese: Issues and Prospects. John Benjamins. pp. 79-99. ISBN 9789027248442
- Shinzato, Rumiko; Serafim, Leon Angelo (2013). Synchrony and diachrony of Okinawan Kakari Musubi in comparative perspective with premodern Japanese. Brill. ISBN 9789004219021

ジョージア工科大学の新里瑠美子と共著。新里とセラフィムは係り結びに関する論文を数多く共同で発表している。